# 회덕당

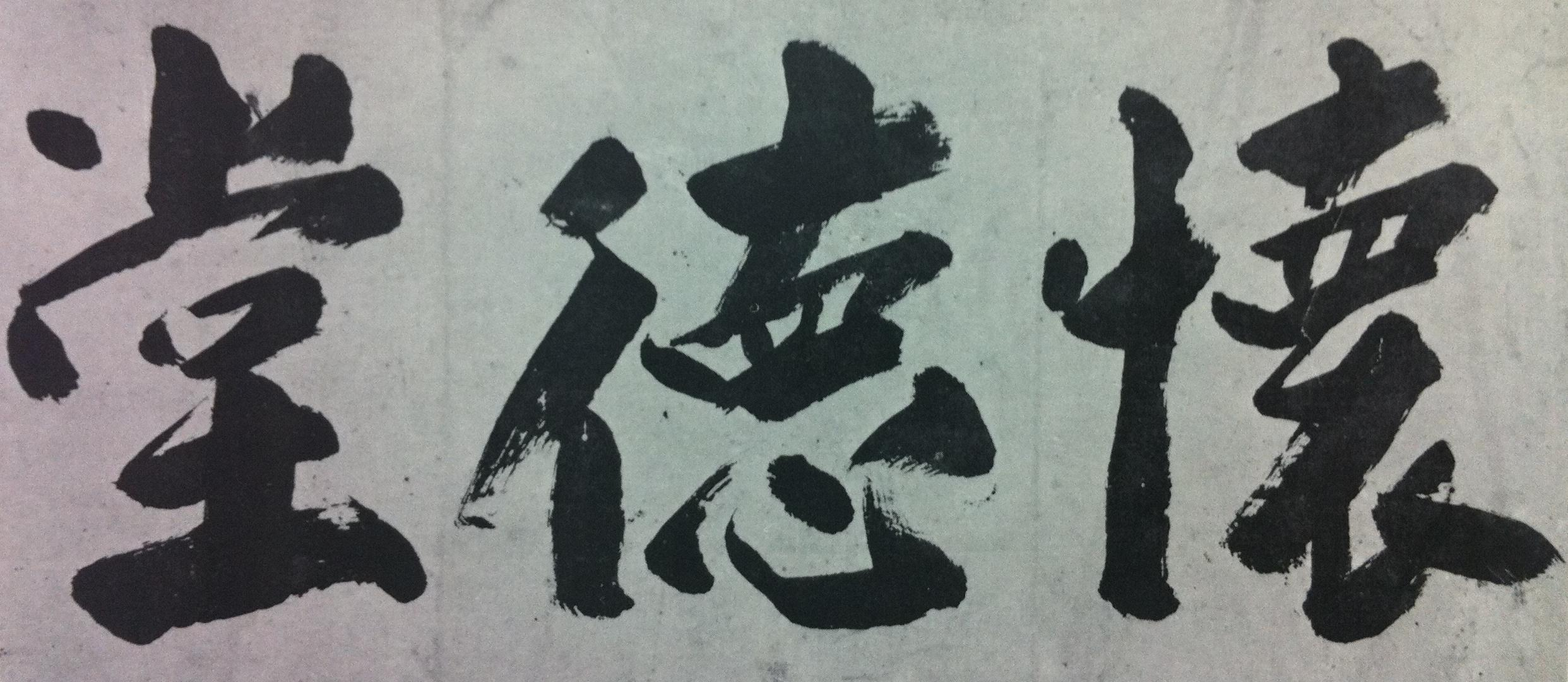

회덕당(懐徳堂, かいとくどう)는 에도 시대 중기에 오사카의 상인들이 설립한 학문소(학교)이다. 메이지 시대 초기에 폐교, 다이쇼 시대에 재건되었으나 태평양 전쟁에 소실되었다. 유산은 오사카 대학 문학부가 계승하고 있다.

## 에도 시대
1724년 오사카의 거상들이 출자했고 三宅石庵를 지도자삼아 설립했다. 위치는 현재의 오사카시 주오구 (오사카시). 출자자들은 三星屋武右衛門・富永芳春・舟橋屋四郎右衛門・備前屋吉兵衛・鴻池又四郎 등으로 이들은 「五同志」라 불리었다. 1726년 도쿠가와 요시무네가 공인받아 부지를 받았다. 공인은 받았으나 재원은 상인들이 계속 조달하여 이후로도 초닌의 학교「町人の学校」라는 성격을 가졌다. 메이지 유신후 구막부에서 받은 모든 권한이 사라져 1869년 일단 폐교되었다.

## 같이 보기
- 오사카 대학
- 데키주쿠